# Повітряні сили Лівану

## Історія
ВПС Лівану було створено 1949 року . Закупівлі авіатехніки проводилися переважно у Великій Британії та Франції . Найбільш сучасними літаками на озброєнні ліванських ВПС були винищувачі "Міраж" III, проте вони експлуатувалися дуже обмежено і в 2000 році продані Пакистану через брак коштів на підтримку літаків. У 2008 році Росія оголосила про намір безоплатно передати Лівану десять винищувачів МіГ-29 зі складу своїх збройних сил , проте постачання так і не відбулося.
Ліванські військово-повітряні сили епізодично брали участь у громадянській війні в країні, а також використовувалися під час облоги табору Нахр ель-Баред у 2007 році (застосовувалися тільки гелікоптери, оскільки боєготовних літаків на той момент не було).

## Пункти базування
- Авіабаза Бейрут
- Авіабаза Раяк
- Авіабаза Клеят

## Бойовий склад
| Позначення формування чи частини | Озброєння та оснащення | Місце розташування |
| -------------------------------- | ---------------------- | ------------------ |
| 10-а ескадрилья                  |                        | Авіабаза Бейрут    |
| 11-а ескадрилья                  |                        | Авіабаза Бейрут    |
| 12-а ескадрилья                  |                        | Авіабаза Раяк      |
| 14-а ескадрилья                  |                        | Авіабаза Клеят     |
| 15-а ескадрилья                  |                        | Авіабаза Раяк      |

## Техніка та озброєння
Дані про техніку та озброєння ВПС Лівану взято зі сторінки журналу Aviation Week & Space Technology . 
| Тип                           | Виробництво | Призначення             | Кількість | Примітки           |        |
| Літаки                        | Літаки      | Літаки                  | Літаки    | Літаки             | Літаки |
| ----------------------------- | ----------- | ----------------------- | --------- | ------------------ | ------ |
| Embraer EMB-314               | Бразилія    | легкий штурмовик        | 6         | передано з ВПС США |        |
| Dassault-Breguet Falcon 20F   | Франція     | адміністративний літак  | 1         |                    |        |
| Гелікоптери                   |             |                         |           |                    |        |
| Aerospatiale SA 330L          | Франція     | багатоцільовий вертоліт | 3         |                    |        |
| Aerospatiale SA 342K          | Франція     | багатоцільовий вертоліт | 9         |                    |        |
| Agusta AB212                  | Італія      | багатоцільовий вертоліт | 6         |                    |        |
| Bell Helicopter Textron UH-1H | США         | багатоцільовий вертоліт | 23        |                    |        |
| Robinson Helicopter Co. R44   | США         | багатоцільовий вертоліт | 4         |                    |        |

## Розпізнавальні знаки

Розпізнавальний знак ВПС Лівану
Знак на кіль

## Знаки відмінності

### Генерали та офіцери
| Категорії               | Генерали        | Генерали      | Генерали | Старші офіцери | Старші офіцери | Старші офіцери | Молодші офіцери | Молодші офіцери   | Молодші офіцери |
| ----------------------- | --------------- | ------------- | -------- | -------------- | -------------- | -------------- | --------------- | ----------------- | --------------- |
|                         |                 |               |          |                |                |                |                 |                   |                 |
| Ліванське звання        | فريق‎            | لواء‎          | عميد‎     | عقيد‎           | مقدم‎           | رائد‎           | نقيب‎            | ملازم أول         | ملازم‎           |
| Російське відповідність | Генерал-лейтена | Генерал-майор | ні       | Полковник      | Підполковник   | Майор          | Капітан         | Старший лейтенант | Лейтенант       |

### Сержанти та солдати
| Категорії               | Підофіцери        | Підофіцери | Підофіцери | Сержанти та старшини | Сержанти та старшини | Сержанти та старшини | Сержанти та старшини | Солдати  | Солдати  |
| ----------------------- | ----------------- | ---------- | ---------- | -------------------- | -------------------- | -------------------- | -------------------- | -------- | -------- |
|                         |                   |            |            |                      |                      |                      |                      |          |          |
| Ліванське звання        | مؤهل أول          | مؤهل       | معاون أوّل  | معاون                | رقيب أوّل             | رقيب                 | عريف أول             | عريف'    | جندي أول |
| Російське відповідність | Старший прапорщик | Прапорщик  | ні         | Старшина             | Старший сержант      | Сержант              | Молодший сержант     | Єфрейтор | Рядовий  |

## Список літаків і гелікоптерів ВПС Лівану з 1949 до теперішнього часу
| Тип                                   | Вирнобники             | Назначення                  | Прийнятий на озброєння | Кількість | Знято з озброєння |
| Літаки                                | Літаки                 | Літаки                      | Літаки                 | Літаки    | Літаки            |
| ------------------------------------- | ---------------------- | --------------------------- | ---------------------- | --------- | ----------------- |
| Percival Proctor                      | Велика Британія        | зв'язковий літак/навчальний |                        | 3         |                   |
| Percival Prentice                     | Велика Британія        | навчальнотренувальний       |                        | 3         |                   |
| Macchi MB.308                         | Італія                 | загального призначення      |                        | 1         |                   |
| de Havilland Dove                     | Велика Британія        | транспортний літак          |                        | 1         |                   |
| Savoia Marchetti SM.79                | Італія                 | транспортний літак          |                        | 4         |                   |
| de Havilland Chipmunk (T.20 and T.30) | Велика Британія        | навчально-тренувальний      |                        | 6         |                   |
| North American T-6 Texan (Harvard)    | США                    | навчально-тренувальний      |                        | 16        |                   |
| de Havilland Vampire                  | Велика Британія        | Винищувач                   |                        | 16        |                   |
| Hawker Hunter                         | Велика Британія        | винищувач-бомбардувальник   |                        | 19        |                   |
| Potez Fouga Magister CM.170           | Франція                | навчально-тренувальний      |                        | 10        |                   |
| Dassualt Mirage III E/D               | Франція                | багатоцільовий винищувач    |                        | 12        |                   |
| Rockwell Shrike Turbo Commander 690   | США                    | транспортний літак          |                        | 1         |                   |
| Scottish Aviation Bulldog             | Велика Британія        | навчально-тренувальний      |                        | 6         |                   |
| Dassault Falcon 20                    | Франція                | VIP транспорт               |                        | 1         |                   |
| Cessna 208 Caravan                    | США                    | загального призначення      |                        | 1         |                   |
| Гелікоптери                           |                        |                             |                        |           |                   |
| Sud Aviation SA-318 Alouette II       | Франція                | багатоцільовий гелікоптер   |                        | 4         |                   |
| Sud Aviation SA-319 Alouette III      | Франція                | багатоцільовий гелікоптер   |                        | 14        |                   |
| Agusta Bell 212 (Twin Huey)           | Італія                 | багатоцільовий гелікоптер   |                        | 12        |                   |
| Aerospatiale SA-330 Puma              | Франція                | багатоцільовий гелікоптер   |                        | 12        |                   |
| Aerospatiale SA-342 Gazelle           | Франція                | багатоцільовий гелікоптер   |                        | 17        |                   |
| Bell 205 UH-1H Huey                   | США                    | багатоцільовий гелікоптер   |                        | 24        |                   |
| Robinson Raven II R44                 | США                    | багатоцільовий гелікоптер   |                        | 4         |                   |
| Agusta Westland 139                   | Італія Велика Британія | багатоцільовий гелікоптер   |                        | 1         |                   |

## Зовнішні посилання
- ВПС Лівану на офіційній сторінці збройних сил(араб.)
- Куточок неба, Історія ВПС Лівану
- ВПС Лівану на сторінці Lebaneseairforce.info(англ.)
- ВПС Лівану на сторінці Scramble.nl(англ.)
- ВПС Лівану на сторінці Milaviapress.com(англ.)